# Blue (Simply Red)
| Recensione | Giudizio |
| ---------- | -------- |
| AllMusic   |          |

Blue è il sesto album in studio del gruppo musicale britannico Simply Red, pubblicato il 18 maggio 1998.

## Descrizione
Il disco presenta otto inediti interamente composti dal frontman Mick Hucknall e cinque cover: Mellow My Mind di Neil Young, due versioni di The Air That I Breathe di Phil Everly, Night Nurse di Gregory Isaacs e Ghetto Girl di Dennis Brown. Il brano Come Get Me Angel è una nuova versione del singolo Angel, mentre  Broken Man proviene dalle sessioni dell'album Men and Women (1987). L'edizione giapponese contiene la traccia bonus So Jungiful, remix jungle del brano So Beautiful presente nel precedente disco Life.

## Tracce
Testi e musiche di Mick Hucknall, eccetto dove indicato.

### Edizione europea
1. Mellow My Mind – 3:55 (Neil Young)
2. Blue – 4:38
3. Say You Love Me – 3:43
4. To Be Free – 4:04
5. The Air That I Breathe – 4:24 (Albert Hammond, Mike Hazelwood)
6. Someday in My Life – 4:03
7. The Air That I Breathe (Reprise) – 4:35 (Albert Hammond, Mike Hazelwood)
8. Night Nurse – 3:57 (Gregory Isaacs, Sylvester Weise)
9. Broken Man – 3:34
10. Come Get Me Angel – 4:02
11. Ghetto Girl – 3:31 (Dennis Brown)
12. Love Has Said Goodbye Again – 3:14
13. High Fives – 2:49

Traccia bonus nell'edizione giapponese
1. So Jungiful – 4:47

Tracce bonus nell'edizione speciale del 2008
1. Ghetto Girl (Blood & Fire Sound System Mix) – 3:46 (Dennis Brown)
2. To Be Free (Livin' Joy A-Hanetta Mix) – 9:21
3. Love Has Said Goodbye Again (Rae & Christian Mix) – 5:16
4. So Jungiful – 4:47
5. Tu sei dentro di me (Someday in My Life) – 4:02

### Edizione statunitense
1. Mellow My Mind – 3:55 (Neil Young)
2. Blue – 4:38
3. Say You Love Me – 3:43
4. To Be Free – 4:04
5. The Air That I Breathe – 4:24 (Albert Hammond, Mike Hazelwood)
6. Someday in My Life – 4:03
7. The Air That I Breathe (Reprise) – 4:35 (Albert Hammond, Mike Hazelwood)
8. Broken Man – 3:34
9. Come Get Me Angel – 4:02
10. Night Nurse – 3:57 (Gregory Isaacs, Sylvester Weise)
11. Love Has Said Goodbye Again – 3:14
12. High Fives – 2:49

## Formazione
- Voce: Mick Hucknall
- Cori: Dee Johnson, Sarah Brown, Mick Hucknall
- Chitarre: Mark Jaimes, Tony Remy, Kenji Suzuki, Gitsy Wills, Bub Roberts
- Basso: CJ Taylor, Robbie Shakespeare, Steve Lewinson
- Tastiere: Tim Vine, Paul Carrack, Alan Clark, Robert Lyn
- Batteria: Gota Yashiki, Velroy Bailey, Sly Dunbar, Geoff Holroyde
- Programmazione: Gota Yashiki, Andy Wright, Aidan Love, Ned Douglas, Steve Hilton, Merv Pearson
- Ottoni: Ian Kirkham (sassofono), John Johnson (trombone), Mike Greenwood (tromba e flicorno soprano), Demo Morselli (tromba)
- Orchestra: Pro Arte Orchestra di Londra, conduzione e arrangiamento di David Sinclair Whitaker

## Classifiche
| Classifica (1998) | Posizione massima |
| ----------------- | ----------------- |
| Australia         | 38                |
| Austria           | 1                 |
| Belgio (Fiandre)  | 4                 |
| Belgio (Vallonia) | 3                 |
| Francia           | 21                |
| Germania          | 1                 |
| Italia            | 5                 |
| Norvegia          | 17                |
| Nuova Zelanda     | 13                |
| Paesi Bassi       | 25                |
| Regno Unito       | 1                 |
| Svezia            | 5                 |
| Svizzera          | 3                 |